# Kuszkowo
Kuszkowo – osada w Polsce, w województwie wielkopolskim, w powiecie kościańskim, w gminie Krzywiń.
Do 2023 miejscowość była przysiółkiem wsi Jurkowo.
W latach 1975–1998 przysiółek administracyjnie należał do województwa leszczyńskiego.
W okresie Wielkiego Księstwa Poznańskiego (1815-1848) miejscowość wzmiankowana jako folwark Kuszkowo należała do wsi mniejszych w ówczesnym pruskim powiecie Kosten rejencji poznańskiej. Folwark Kuszkowo należał do okręgu krzywińskiego tego powiatu i stanowił część prywatnego majątku Czerwona Wieś, którego właścicielem był wówczas (1846) Stanisław Chłapowski. Według spisu urzędowego z 1837 roku folwark Kuszkowo liczył 30 mieszkańców, którzy zamieszkiwali dwa dymy (domostwa).